# Helictotrichon planifolium
Helictotrichon planifolium är en gräsart som först beskrevs av Heinrich Moritz Willkomm, och fick sitt nu gällande namn av Josef Holub. Helictotrichon planifolium ingår i släktet Helictotrichon och familjen gräs. Inga underarter finns listade i Catalogue of Life.